# Latvijas Balzams
Latvijas Balzams – łotewskie przedsiębiorstwo przemysłowe specjalizujące się w produkcji napojów alkoholowych.
Za początek działanie firmy przyjmuje się rok 1900, w którym w Rydze otwarto Magazyn Wódki nr. 1 (Rīgas valsts degvīna noliktava Nr. 1).  W czasie I wojny światowej fabryka zatrzymała produkcję, przywrócono ją w roku 1918, po uzyskaniu niepodległości przez Łotwę. W 1940 roku zakład został znacjonalizowany i przemianowany na Ryską Fabrykę Spirytusu i Wódki (Rīgas spirta un degvīna rūpnīca).
W 1948 roku w zakładzie rozpoczęto produkcję popularnej radzieckiej marki wódki Stolicznaja. W 1949 roku rozpoczęto produkcję likierów, wśród nich alaszu (pod marką Allažu ķimelis. W 1950 roku podjęto produkcję Czarnego Balsamu Ryskiego (Rīgas Melnais balzams), którego oryginalna receptura zaginęła podczas II wojny światowej.
W 1970 spółka zmieniła nazwę na Latvijas Balzams. W 1997 roku została sprywatyzowana i przekształcona w spółkę giełdową. W 2003 roku jej większościowym udziałowcem została S.P.I. Group.
Wśród produktów Latvijas Balzams znajdują się wódki (Stolicznaja, Moskovskaya, LB), brandy (Grand Cavalier), likiery (Allažu ķimelis, Rīgas Melnais balzams, Benediktīns, kawowy Moka), wino musujące (Sowietskoje Igristoje), cydr (Lucky Dog).    
W latach 2009–2015 prezesem spółki był Aigars Kalvītis, były premier Łotwy.